# Fort Pierre
Fort Pierre è una città degli Stati Uniti d'America, capoluogo della contea di Stanley nello Stato del Dakota del Sud. Fa parte dell'area micropolitana di Pierre.